# Хемингуэй спешл
«Хемингуэй спешл» (англ. Hemingway Special, исп. Hemingway Especial) — алкогольный коктейль на основе светлого рома, ликёра «Мараскино», грейпфрутового сока и сока лайма. Классифицируется как коктейль на весь день (англ. All day cocktail). Входит в число официальных коктейлей Международной ассоциации барменов (IBA), категория «Современная классика» (англ. Contemporary classics). Формально является вариантом коктейля «Дайкири», однако, благодаря своим вкусовым качествам, выделен в отдельный алкогольный коктейль и официально признан Международной ассоциацией барменов (IBA).

## История
Существует легенда, по которой этот коктейль был придуман в 1932 году в «El Floridita La Habana» — одном из баров Кубы специально для писателя Эрнеста Хэмингуэя.
Бар «El Floridita La Habana» известен в мире как «колыбель дайкири», был открыт в 1817 году и стал известен благодаря писателю Эрнесту Хемингуэю, который бывал здесь регулярно и попытался пробовать фирменные напитки. Отведав предложенный коктейль «Дайкири», он сказал: «Это хорошо, но я предпочитаю без сахара и с двойным ромом». Специально для известного писателя были созданы коктейль «Папа Добле» (исп. Papá Doble) — «Дайкири» с двойной порцией рома и «Hemingway Daquiri», получивший известность как «Хемингуэй спешл». Специально для «Папы Хема», страдающего диабетом, коктейль «Hemingway Daquiri» готовили без сахара, с соком лайма и ликёром «Мараскино». Позже рецепт был изменён (в смесь добавлен грейпфрутовый сок), после чего напиток получил название «Хемингуэй спешл».

## Рецепт и ингредиенты

### Состав
- светлый ром 60 мл
- ликёр «Мараскино» 15 мл
- грейпфрутовый сок 40 мл
- сок лайма 15 мл.

Метод приготовления: стир & стрейн. Ингредиенты (компоненты) перемешивают в смесительном стакане (шейкере) со льдом, после чего отцеживают через стрейнер и отфильтровывают в двойной коктейльный бокал (или бокал для Мартини).